# Белоярское (Курганская область)
Белоярское — село в Щучанском районе Курганской области. Административный центр Белоярского сельсовета.
Деревня находится на берегу реки Миасс.

## История
С основания (середина XVIII века) до 1781 года село Белоярское и его окрестные деревни принадлежали к Сибирской губернии Исетской провинции Окуневского дистрикта.
До 1917 года центр Белоярской волости Челябинского уезда Оренбургской губернии. По данным на 1926 год состояло из 464 хозяйств. В административном отношении являлось центром Белоярского сельсовета Миасского района Челябинского округа Уральской области.

## Инфраструктура
- Церковь Флора и Лавра
- Начальная школа
- МКДОУ детский сад Тополек

## Население
| 1989 | 2002 | 2010 |
| ---- | ---- | ---- |
| 700  | ↘629 | ↘500 |

По данным переписи 1926 года в селе проживало 2350 человек (1070 мужчин и 1280 женщин), в том числе: русские составляли 99 % населения.